# 钟楼村
钟楼村是中华人民共和国广东省广州市从化区太平镇所辖的一个行政村。村委会设在钟楼，位于神岗圩西面约4千米。1958年人民公社化时成立钟楼大队，因驻在钟楼而得名。1983年12月并入井岗乡，1987年1月分出改称村。辖5条自然村（钟楼、金钟里、郭庄、金新庄、猪刀冚）。1998年时，全村共有205户，人口961人。